# Вакс, Керсти Артуровна
Керсти Вакс (4 сентября 1940, Таллин) — эстонская и советская художница по стеклу.

## Биография
В 1959 году она окончила Таллинскую 4-ю среднюю школу. В 1966 году окончила Государственный институт художеств Эстонской ССР по специальности художественная обработка стекла.
С 1967 по 1972 год Керсти Вакс работала художником на стекольном заводе «Неман» (Белорусская ССР) в Берёзовке. С 1972 года преподавала в Государственном институте художеств Эстонской ССР, продолжая сотрудничество со стекольным заводом «Неман».
Керсти Вакс является членом Союза художников Эстонии с 1972 года.

## Творчество
В первые годы работы на заводе «Неман» Керсти Вакс отдавала предпочтение геометрическим формам, полутонам и тонким цветовым переходам, использовала технику травления, гравировку алмазной иглой, пескоструйную обработку и роспись золотом по бесцветному стеклу. Со временем она начинает интересоваться гутной техникой и много экспериментирует с насыщенными цветами, формой и фактурой изделий из стекла.
Среди её работ украшенные гравировкой алмазной иглой наборы из хрусталя "Весна", "Орнамент" и блюдо «Юность», набор бокалов с портретными изображениями «Валентина», «Ольга» и «Кристина». А также набор для вина «Барокко», декоративный набор "Народный", комплект декоративных ваз и прибор для вина «Древний».
После возвращения в Эстонию в 1972 году, благодаря творческим связям со стекольным заводом "Неман", Керсти Вакс продолжала экспериментировать вырабатывая авторскую технику, объединяя сульфидное стекло и хрусталь.
С 2003 Керсти Вакс занимается созданием бусин из стекла.

## Выставки
1980 - "Керсти Вакс. Стекло", Таллинский художественный салон. На выставке было представлено 36 работ, выполненных за период с 1968 по 1980 год.
2007 - Выставка "Керсти Вакс. Стеклянные бусины из Эстонии" в финском музее стекла в Риихимяки.
2008 - Персональная выставка "Цвета времени" в Таллине.
2016 - Персональная выставка "Море и природа" в Таллине. Представлены работы Керсти Вакс начиная с 1976 года.